# Hagavallen
Hagavallen är en idrottsplats i Hovshaga i norra Växjö. Här finns det två fotbollsplaner och två tennisbanor. Hagavallen är hemmaplan för Hovshaga AIF (HAIF).